# Tom Whitehouse

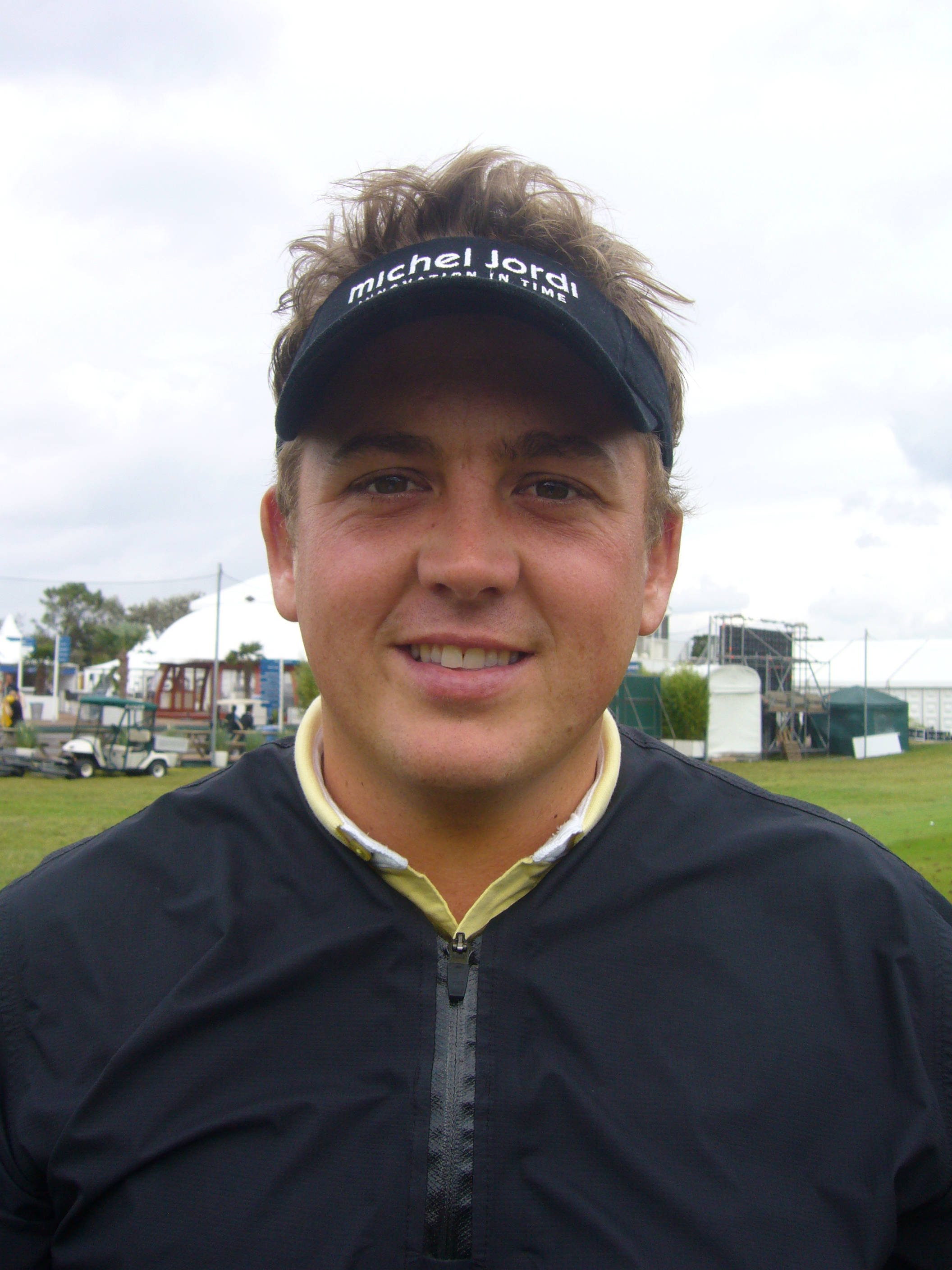
KLM Open 2008.

Tom Whitehouse (Birmingham, 22 maart 1980) is een professioneel golfer uit Engeland.

## Amateur

### Gewonnen
- 2001 Spanish Amateur Open Championship

## Professional
Whitehouse werd in 2002 professional. Hij speelde eerst op de PGA EuroPro Tour waar hij in 2003 twee overwinningen behaalde. Hij won ook de Order of Merit zodat hij in 2004 op de Europese Challenge Tour speelde. Daar won hij het Challenge Open in Portugal en dat jaar eindigde hij als nummer 24 op de ranglijst. In 2005 klom hij op tot nummer 17, waarna hij de Final Stage van de Tourschool won. In 2006 en 2007 behield hij zijn spelerskaart maar in 2008 verdiende hij te weinig zodat hij in 2009 en 2010 weer op de Challenge Tour speelde. 

### Gewonnen

#### Challenge Tour
- 2004: Estoril Challenge Open Portugal Telecom

#### PGA EuroPro Tour
- 2003: Peugeot International, The Wales National Classic

#### Elders
- 2005: Europese Tourschool - Final Stage